# Neoclitocybe
Neoclitocybe es un género de hongos de la familia  Tricholomataceae. El género está ampliamente distribuido, contiene diez especies que son especialmente prevalentes en las regiones tropicales.